# 1984年夏季奥林匹克运动会足球比赛
1984年夏季奥林匹克运动会足球比赛于1984年7月29日至8月11日在美国举行。

## 场地
| 玫瑰碗                    | Harvard Stadium  |
| Capacity: 103,300         | Capacity: 30,323 |
|                           |                  |
| 安纳波利斯                | 斯坦福           |
| Navy–Marine Corps Stadium | Stanford Stadium |
| Capacity: 34,000          | Capacity: 84,500 |
|                           |                  |

## 奖牌榜
| Gold Medal – 法國 威廉·阿亚什 · 米歇尔·邦苏桑 · 米歇尔·比巴尔 · 多米尼克·比若塔 · 弗朗索瓦·布里松 · Patrick Cubaynes · Patrice Garande · 菲利普·让诺尔 · 居伊·拉孔布 · Jean-Claude Lemoult · 让-菲利普·罗尔 · 阿尔贝·吕斯特 · 迪迪埃·塞纳克 · 让-克里斯托夫·图弗内尔 · José Touré · 达尼埃尔·舒埃雷布 · Jean-Louis Zanon · Coach: 亨利·米歇尔 | Silver Medal – 巴西 Pinga · 达维 · 米尔顿·克鲁斯 · 路易斯·恩里克 · 安德烈·路易斯 · 毛罗·加尔旺 · 托尼奥·吉尔 · 基塔 · Gilmar Popoca · 西尔维尼奥 · 吉马尔·里纳尔迪 · 阿德米尔 · 保罗·桑托斯 · 罗纳尔多·莫赖斯 · 邓加 · 希康 · 路易斯·卡洛斯·温克 · Coach: Jair Picerni | Bronze Medal – 南斯拉夫 米尔萨德·巴利奇 · 穆罕默德·巴日达雷维奇 · 弗拉多·查普利奇 · 鲍里斯拉夫·茨韦特科维奇 · 斯捷潘·德韦里奇 · 米尔科·久罗夫斯基 · 马尔科·埃尔斯纳 · 内纳德·格拉钱 · 托米斯拉夫·伊夫科维奇 · 斯雷奇科·卡塔内茨 · 布兰科·米柳什 · 米塔尔·姆尔凯拉 · 约维察·尼科利奇 · 伊万·普达尔 · 柳博米尔·拉达诺维奇 · 阿德米尔·斯马伊奇 · 德拉甘·斯托伊科维奇 · Coach: 伊万·托普拉克 |